# Philosophia naturalis (Apáczai Csere János)
A Philosophia naturalis, magyarul Természetfilozófia Apáczai Csere János (1625–1659) erdélyi pedagógus, filozófus, református teológus feltehetően 1658–1659 folyamán összeállított, de kéziratban maradt, a természettudomány részterületeit karteziánus alapokon áttekintő, latin nyelvű tanítói jegyzete.

## Keletkezése
A Philosophia naturalis Apáczai Kolozsváron töltött utolsó éveinek terméke, talán már 1658-tól dolgozhatott a kéziraton. Eredeti példánya nem maradt fenn, csak tanártársa, Porcsalmi András 1661-es dátummal lezárt, a kolozsvári református kollégium könyvtárában őrzött – később a kolozsvári Akadémiai Könyvtárba került – másolatából ismert. A munka vázlatos szerkezete valószínűvé teszi, hogy elsősorban tanítói jegyzetnek, a természettudományok oktatását segítő zsinórmértéknek készült. A kézirat címlapja alapján Porcsalmi 1660-ban, azaz közvetlenül Apáczai halála után fogott bele a ma ismert másolat elkészítésébe, de csak 1661-ben készült el vele.
A jegyzet az Apáczai-életmű elhanyagolt darabjainak egyike. Sokáig csupán Apáczai fő műve, az 1655-ben kiadott Magyar encyclopaedia vázlatos, latin nyelvű átiratának tartották, mígnem Bán Imre részletesen elmélyedt a kézirat filológiájában és feltárta valódi tudománytörténeti jelentőségét. Magyarra fordítása és kiadása még várat magára.

## Tartalma
A jegyzet egy nagyobb kézirat-kolligátum harmadik, 204 számozott lapot tartalmazó dokumentuma, teljes címe Philosophia naturalis Cl. Joh. Cheri Apaci SS: Th. doctoris, ejusdem que et philosophiae naturalis in Collegio Claudiopolitano Reformatorum professoris ordinarii: In usum ejusdem collegii. A munka négy fejezetre oszlik: filozófiai bevezetés (De philosophia in genere), számtan (De arithmetica), mértan (De geometria) és természettudományok (itt De physiologia, tkp. ’élettan’). A fejezetek kidolgozottsága nem egyenletes: a szám- és mértani fejezeteket kidolgozatlanul hagyta Apáczai (vagy a másoló Porcsalmai), és szűkszavúan Petrus Ramus egy évszázaddal korábbi aritmetikai és geometriai összefoglalásaihoz utasította a diákságot. Ez is arra utal, hogy Apáczai matematikai felkészültsége élete végén sem jutott el kora tudományosságának szintjére. Ugyanakkor a nyolcrészes filozófiai, illetve a huszonnégy részre osztott természettudományos fejezetek jól kidolgozottak. Az Apáczai-életmű filológusa, Bán Imre értékítélete szerint a Philosophia naturalis Apáczai legérettebb karteziánus gondolatokat felvonultató, a körülvevő világ magyarázatának Descartes eszmeiségéhez leghívebb összefoglalását adó munkája, amely sok tekintetben felülmúlta a Magyar encyclopaediát is.
Rögtön a filozófiai bevezetés ismeretelméleti része jóval alaposabb a Magyar encyclopaediánál, és további érdeme, hogy míg amannak egyetlen Descartes-mű, A filozófia alapelvei szolgált forrásául, a Philosophia naturalisban már felhasználta a kartezianizmus Értekezés a módszerről című alapvetését is. Apáczai már korábbi munkáiban is taglalta, de ezúttal árnyaltabban fejtette ki a kételkedés jelentőségét, a cogito ergo sum tételét, a test-lélek problémát. Először itt ismertette Descartes ismeretelméleti, a tudományos igazságok megismeréséhez vezető módszerének négy sarokkövét, az evidencia, az analízis, a szisztematikus dedukció és a felsorolás szabályát, valamint írt az akarat szabadságáról az emberi ítélethozatal folyamatában. A filozófiai bevezetés fennmaradó része nem nyújt újat az Apáczai-életmű korábbi darabjaihoz képest: a filozófia részterületeinek taglalása, a természettudomány meghatározása és felosztása vagy a fizika alapfogalmainak ismertetése lényegében a Magyar encyclopaediát ismétli.
A kézirat negyedik, természettudományokról szóló fejezete rendszerezetten tekinti át a reáliákat (felsorolásukat lásd a lenti ábrán). Noha szerkezetében a Magyar encyclopaedia természettudományi fejezeteihez ragaszkodott, abból egy-egy résztémát kihagyott vagy csupán érintőlegesen fejtett ki (pl. orvostudomány), másokat viszont részletesebben, árnyaltabban dolgozott ki a Philosophia naturalisban (pl. emberi és állati anatómia, élettan). Ilyenformán a két Apáczai-mű kölcsönösen kiegészítik egymást, együtt teljesebb képet adnak Apáczai Csere János természettudományos gondolkodásáról és ismereteiről. Különösen becses részei a jegyzetnek a bibliai teremtéstörténet és a descartes-i kozmogónia összeegyeztetésének kísérlete, a heliocentrikus világkép vagy a mágneses elhajlás ismertetése, továbbá a Descartes Passiones animae című munkája alapján kidolgozott lélektani alfejezet. A Philosophia naturalis természettudományi fejezetének forrásai nem annyira szerteágazóak, mint a Magyar encyclopaediáéi, de ennek elsősorban az az oka, hogy a jegyzet nagy részében Apáczai enciklopédiájára utalt vissza. Ezen kívül elsősorban Descartes, Henricus Regius, Godefridus Vendelinus, Adrianus Metius, Gulielmus Adolphus Scribonius, Johannis Henricus Alstedius és Daniel Sennertus munkáira hivatkozott, de gyakorta említett klasszikus auktorokat, mint Platón, Vergilius, Ovidius, Plinius és mások.

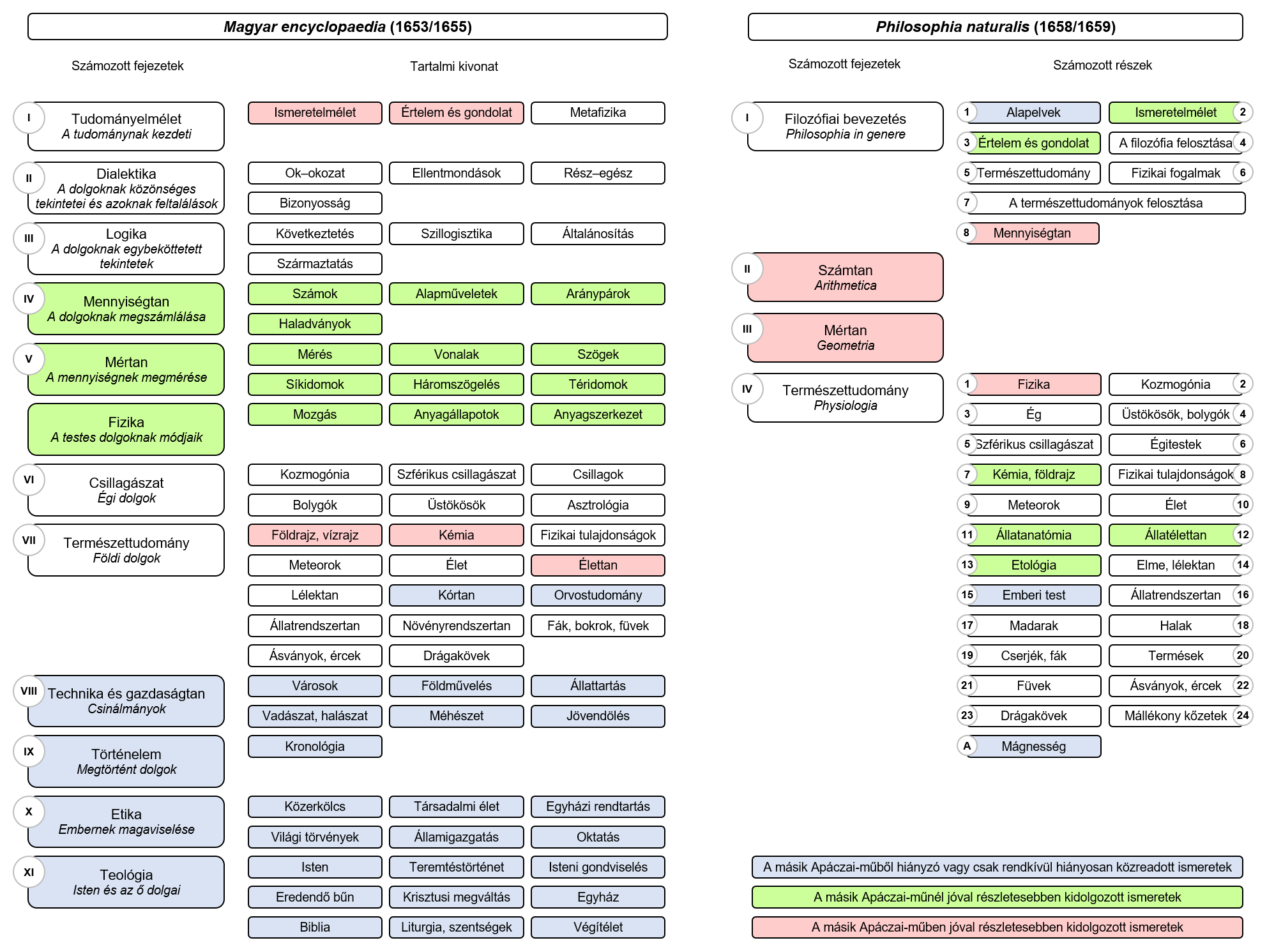
A Magyar encyclopaedia és a Philosophia naturalis tartalmi vázának összevetése Bán Imre elemzése alapján. Az Apáczai használta kifejezések csak a fejezetcímeknél szerepelnek, egyébként mindenhol a mai fogalmaink szerinti szavak jelölik a tudományos részterületeket